# Río Isana
El río Isana (en Brasil y en portugués: rio Içana) es un curso de agua amazónico, tributario del río Negro, a su vez el afluente más caudaloso del Amazonas. El río surge en el departamento colombiano del Guainía, donde se le conoce como Isana. Fluye hacia el este y forma una pequeña parte de la frontera entre Colombia y Brasil. En el estado brasileño de Amazonas, donde se lo conoce como Içana, fluye hacia el sureste y hacia el río Negro en São Joaquim. Recorre un total de 580 km.
En Brasil, el río fluye a través del Territorio Indígena Alto Río Negro de 7'999.000 hectáreas (19'770.000 acres), creado en 1998.

## Población en Colombia
En sus márgenes habitan los indígenas Ñamepaco, más comúnmente conocidos como curripacos. Esta zona presenta algunos cerros de altura prominente, que forman parte del Escudo Guyanés y que conectan el sistema de sitios sagrados de los grupos étnicos pertenecientes a la familia lingüística arawak maipure.
El río Isana en Colombia, para el año 2013 tenía 471 habitantes distribuidos en doce comunidades (Puerto Arenal, Wasay, Barranco Colorado, Berrocal, Puerto Guainía, Yavacana, Wainambi, Camanaos, Guacamaya, San Pedro, Venadito, Belén de Arara) pertenecientes a los siguientes clanes de la etnia Ñamepaco: mawettana, payuwalien, kapittinnanai, liedawien, ayaneen y waliperedakenai.
En 2007 las comunidades conformaron la Asociación de Comunidades Unidas de los Ríos Isana y Surubí (ACURIS) para ejercer los derechos constitucionales que les permiten fortalecer su gobierno propio.

## Origen
Los  Ñamepaco pertenecen  a la familia lingüística arawak que habitan en el Noroeste Amazónico tienen sus principales referencias territoriales en las cuencas de los ríos Isana y Guainía, donde se ubican sus territorios tradicionales y la triple frontera entre Brasil, Colombia y Venezuela. Allí están los sitios de origen de los primeros ancestros y una infinidad de sitios sagrados relacionados con la historia de la creación del mundo y con las rutas recorridas por sus seres creadores y héroes míticos. Buena parte de estos sitios se identifican por la presencia de Petroglifos, inscripciones o diseños dejados en las piedras por los seres creadores y los primeros ancestros como un registro de los acontecimientos ocurridos en los tiempos primigenios, y como un código ético que debe ser seguido por todos sus descendientes.